# Trasporti in Costa Rica
Questa voce raccoglie le principali tipologie di Trasporti in Costa Rica.

## Trasporti su rotaia

### Reti ferroviarie
In totale: 278 km (dati 1996)
- Scartamento ridotto (1067 mm): 278 km, 260 dei quali elettrificati
- Gestori nazionali: National Atlantic Railroad e Pacific Electric Railroad
- Collegamento a reti estere contigue
  - assente: Nicaragua e Panama.

### Reti metropolitane
In Costa Rica non esistono sistemi di metropolitana.

### Reti tranviarie
Anche il servizio tranviario è assente in questa nazione.

## Trasporti su strada

### Rete stradale
In totale: 37.273 km (dati 1998)
- asfaltate: 7.746 km
- bianche: 29.527 km.

### Reti filoviarie
Attualmente in Costa Rica non esistono filobus. 

### Autolinee
Nella capitale della Costa Rica, San José, ed in altre zone abitate operano aziende pubbliche e private che gestiscono i trasporti urbani, suburbani ed interurbani esercitati con autobus.

## Idrovie
La nazione dispone di 730 km di acque navigabili stagionalmente, soprattutto da parte di natanti di piccole imbarcazioni.

### Porti e scali

#### Sull'Oceano Atlantico
- Moin
- Puerto Limón

#### Sull'Oceano Pacifico
- Caldera
- Golfito
- Puerto Quepos
- Puntarenas.

## Trasporti aerei

### Aeroporti
In totale: 157 (dati 1999)
a) con piste di rullaggio pavimentate: 32
- oltre 3047 m: 0
- da 2438 a 3047 m: 2
- da 1524 a 2437 m: 2
- da 914 a 1523 m: 24
- sotto 914 m: 4

b) con piste di rullaggio non pavimentate: 125
- oltre 3047 m: 0
- da 2438 a 3047 m: 0
- da 1524 a 2437 m: 0
- da 914 a 1523 m: 24
- sotto 914 m: 101.